# 新潟县旗
新潟县旗（日语：／ Nīgata ken ki）是日本的47面日本都道府县旗之一。该条目是对新潟县旗以及新潟县章（日语：／）的解说。

## 概要
县章、县旗在1963年8月23日县公告上通过制定。间隔字符写成的汉字“新”在圆的上部，片假名“ガ”“タ”都呈半圆状。这样的设计代表了融合与期望，县发展前途的平坦。
县章部分在县旗上是金色的，有时候使用白色的。

## 徽记

新潟县徽记（1992年制定）

1992年3月27日县公告通过制定。县土环日本海的中心位置变形为扇形的设计，青色的圆象征自然、滋润、无限发展可能性，扇形代表县的文化与信息途径的增多，以及国际性、积极性。近几年，县章被徽记代替的机会越来越多。东京都、鹿儿岛尚未制定徽记旗。

## 脚注
1. ↑  .   [2013-04-05]. （原始内容存档于2015-01-02）.
2. ↑  .   [2013-04-05]. （原始内容存档于2015-01-02）.